# Mokosj

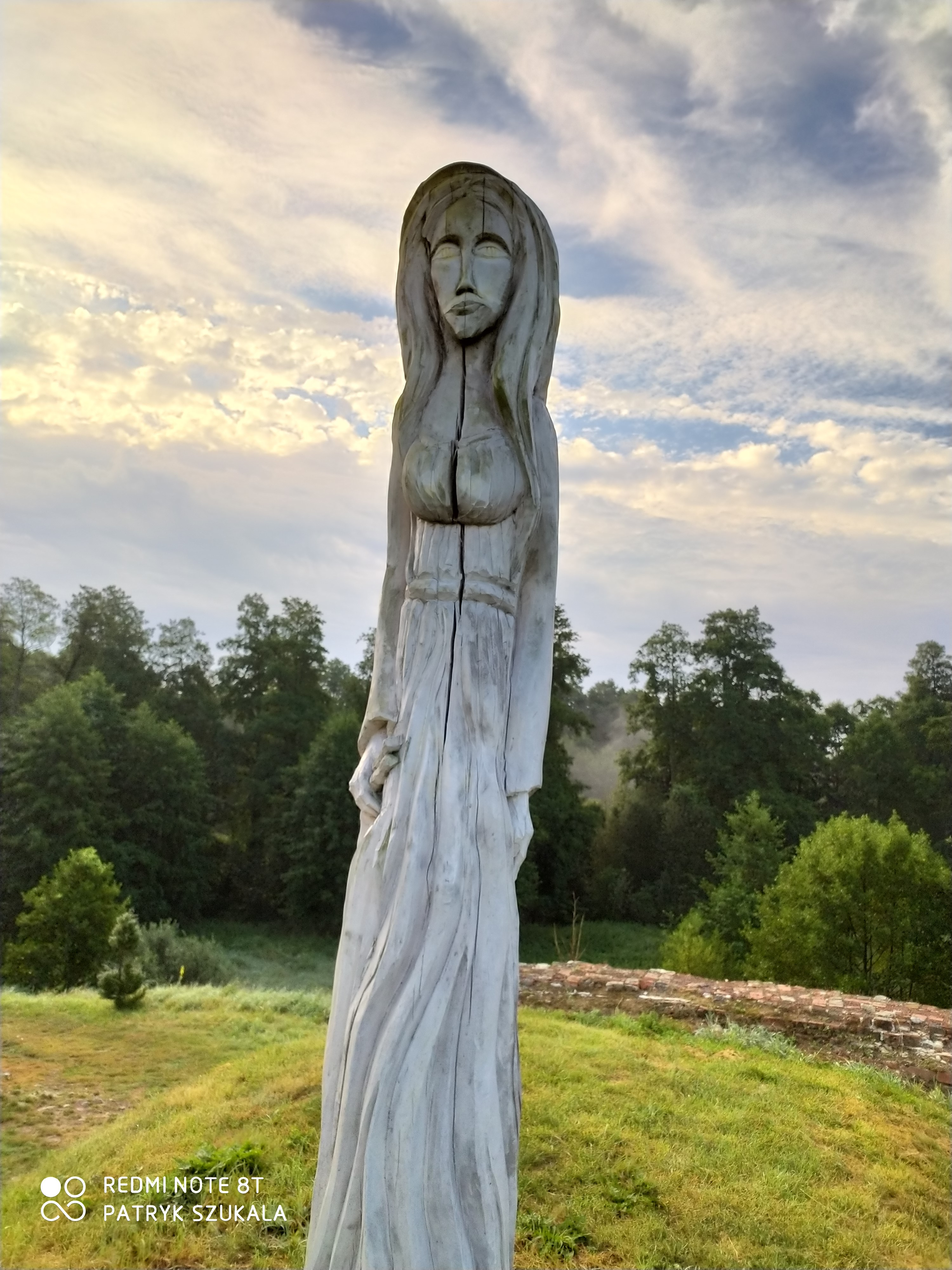
Modern standbeeld van Mokosj

Mokosj is in de Slavische religie de godin van de aarde, overvloed en het leven. Ze is de beschermster van zwangere vrouwen en kinderen, en wordt beschouwd als een moedergodin. Mokosj wordt geassocieerd met het spinnen en weven, wat haar een patrones van het handwerk van vrouwen maakt, evenals een schikgodin, die het levenslot van de mens bepaalt. Het leven van een mens wordt van oudsher met een draad vergeleken, de levensdraad. Mokosj is de gemalin van Peroen en de moeder van de tweelingen Marena en Jarilo. 
Haar naam is afkomstig van de Proto-Slavische stam mok-, die nat of vochtig betekent. Mokosj is waarschijnlijk afgeleid van een oudere Slavische godheid: Mati Syra Zemlya (Moeder Vochtige Aarde). Mati Syra Zemlya was de aarde zelf, terwijl Mokosj de antropomorfe gedaante ervan was. Mati Syra Zemlya werd uiteindelijk in de loop der tijd met Mokosj geïdentificeerd.
Mokosj wordt vermeld in de 12e-eeuwse Nestorkroniek, een kroniek over de geschiedenis van het Kievse Rijk. Haar godenbeeld stond in de hoofdstad Kiev, in het heidense heiligdom van Vladimir de Grote, samen met de godenbeelden van Peroen, Chors-Dazjbog, Stribog en Simargl.

## Geloven

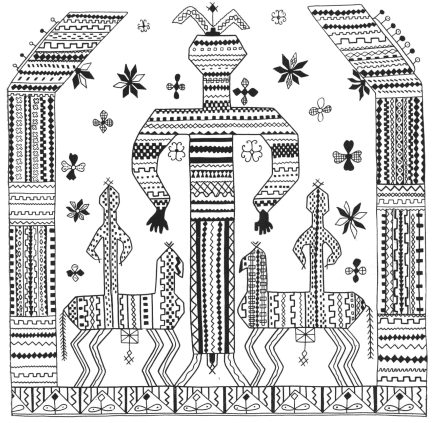
19e-eeuws borduurwerk van Mokosj

In oude Slavische gebruiken werden pasgeborenen op de aardbodem gelegd, om ze te zegenen met de moederlijke verzorging van Mokosj. Zieke en stervende mensen werden ook op de aardbodem gelegd. Traditioneel cremeerden de Slaven hun overledenen, maar niet als het kinderen waren; ze werden eerder begraven. Hierdoor konden ze door Mokosj naar het hiernamaals begeleid worden.
Tijdens het begin van de lente was het taboe om de bodem te ploegen, want men geloofde dat Mokosj dan zwanger was. Men moest eerst wachten totdat ze beviel, of met andere woorden, totdat de zaden ontkiemden. Als iemand tijdens die periode de grond sloeg, erop viel of erop spuwde, was het hem verplicht de bodem om vergiffenis te vragen.

## Na de kerstening

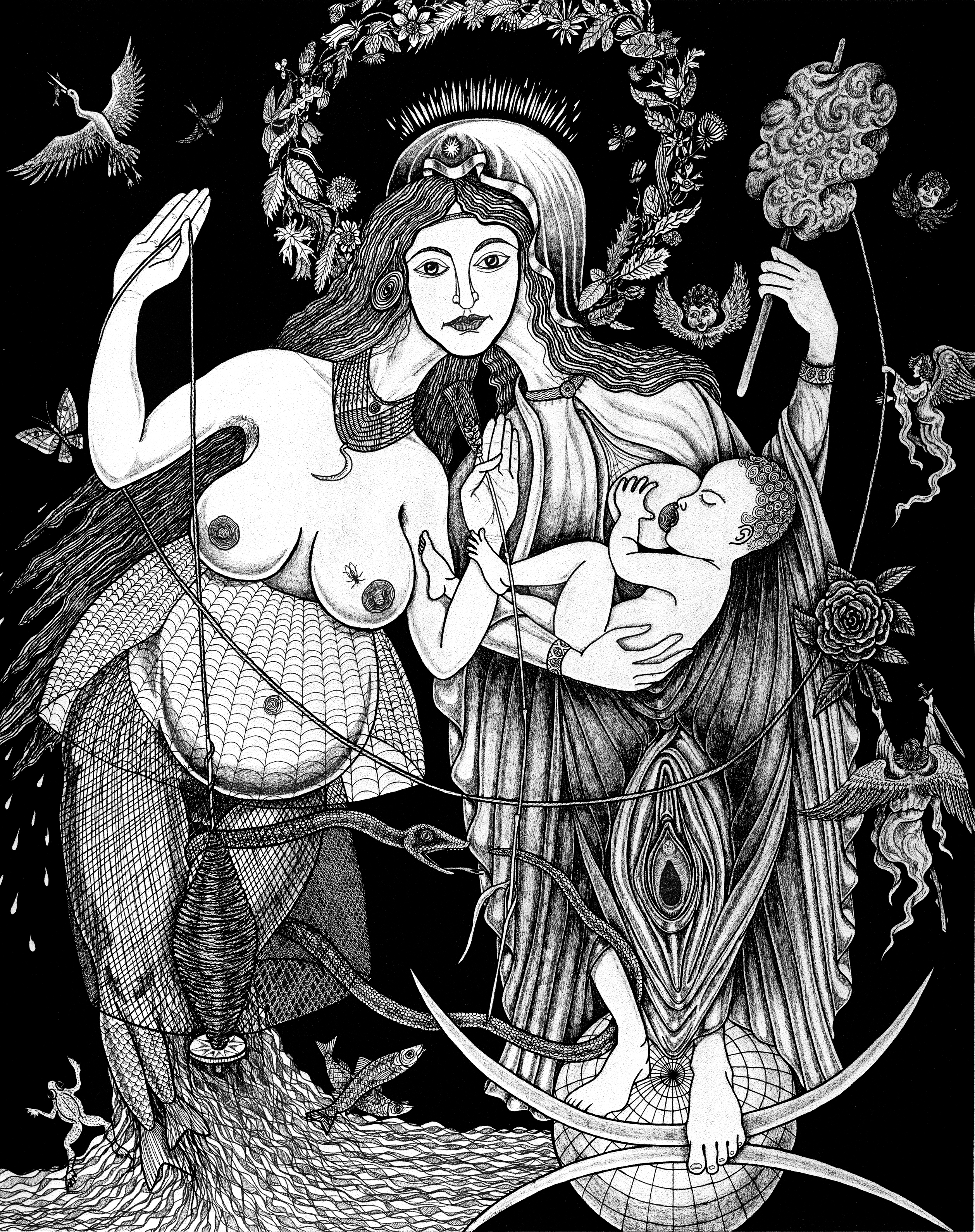
Dubbelgeloof: Mokosj en Maria

Zoals de meeste Slavische goden, werd Mokosj na de kerstening van de Slavische volkeren geïdentificeerd met een christelijke figuur. Ze werd vervangen door de cultus van Paraskeva Pjatnitsa of van Maria. Ondanks dit feit, de folkloristische gebruiken en geloven verdwenen niet, maar werden dan in een christelijke context toegepast. Dit wordt dubbelgeloof genoemd (Russisch: dvoeverieje). Hierdoor kon de geschiedenis van Mokosj goed bewaard blijven, en dient tegenwoordig als hulpmiddel voor geschiedkundigen om de Slavische religie correct te kunnen reconstrueren.

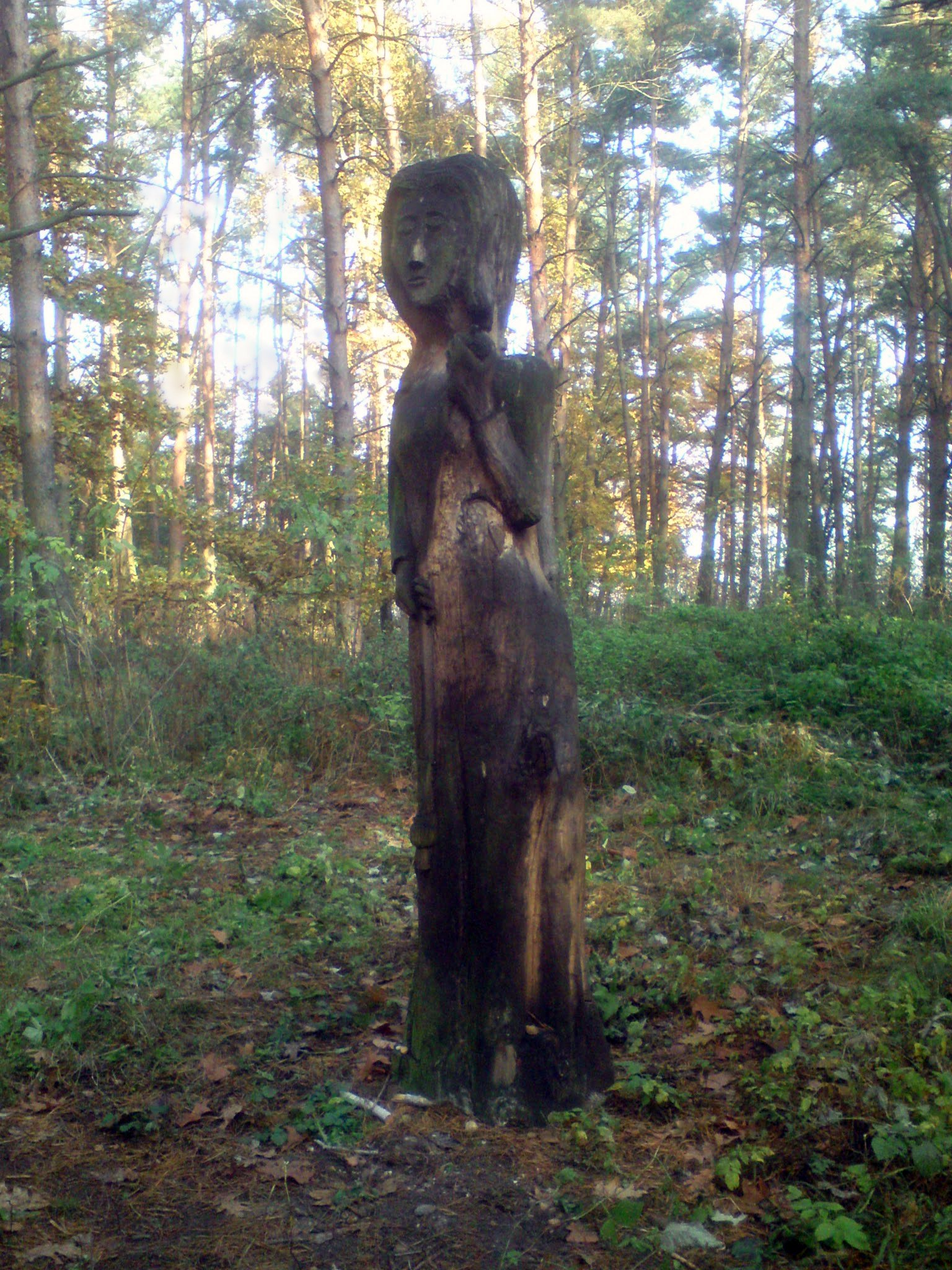
Modern houten standbeeld ter hoogte van Mokošín, Tsjechië

## Mokosj in toponiemen
Er zijn een aantal toponiemen vernoemd naar deze godin, wat sporen van haar goed behouden. In Tsjechië is haar naam bewaard gebleven in een dorp genaamd Mokošín en wordt bovendien in zijn vlag afgebeeld. In Kroatië liggen in de buurt van Dubrovnik het dorp Makoše en de buitenwijk Mokošica. In Bosnië en Herzegovina, vlak bij het dorp Ravno, ligt een heuvel genaamd Mukušina. Ten zuiden van Mostar ligt de heuvel Mukoša. In Slovenië is haar naam terug te vinden in het dorp Makoše en in de rivier Mokoš, regio Prekmurje.